# 라만 할로우첸카

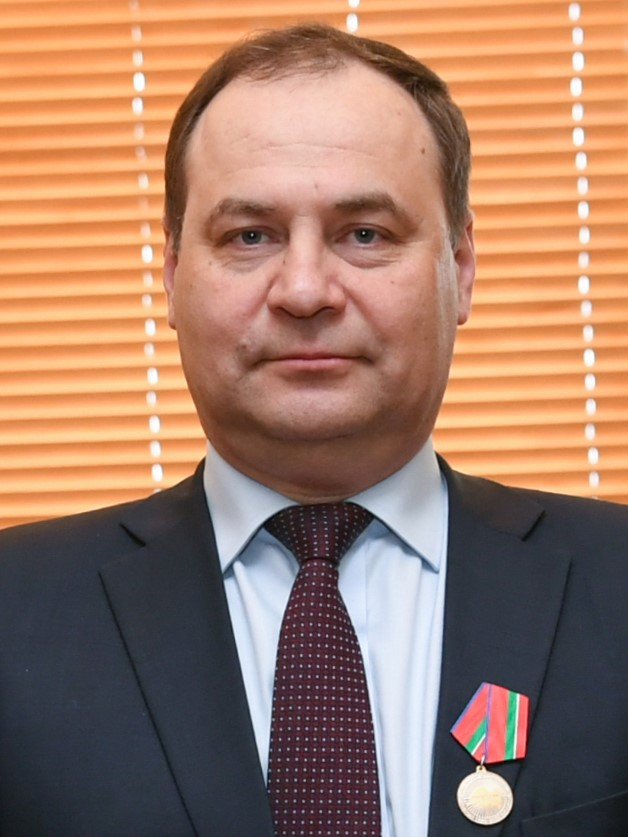
라만 할로우첸카(2021년)

라만 알략산드라비치 할로우첸카(벨라루스어: Раман Аляксандравіч Галоўчэнка, 러시아어: Роман Александрович Головченко 로만 알렉산드로비치 골롭첸코[*], 1973년 8월 10일 ~ )는 벨라루스의 정치인으로, 2020년 6월 4일부터 2025년 3월 10일까지 벨라루스의 총리를 지냈다.

## 어린 시절과 학업
벨라루스 조지나에서 외동으로 태어났다. 할로우첸카의 아버지 알렉산드르 할로우첸카는 벨라루스 기술 대학교를 졸업하고 민스크 트랙터 공장의 설계국에서 기술자로 일했다. 할로우첸카는 10살 때까지 조지나에서 살았고, 부모님과 민스크로 이사하여 그곳에서 고등학교를 졸업했다.  1996년, 러시아 국립 모스크바 국제 관계 대학교를 졸업하고, 2003년에 벨라루스 행정 아카데미를 졸업했다.

## 경력
2009년, 벨라루스 공화국 국가군사산업위원회 제1부위원장에 임명되었다. 2013년부터 2018년까지 아랍에미리트 주재 벨라루스 대사(사우디아라비아, 카타르, 쿠웨이트 주재 벨라루스 대사 겸임)를 지냈으며, 2020년 벨라루스 대통령 선거 2개월 전에 벨라루스 총리에 임명되었다. 총리에 임명되기 전에는 국가군사산업위원회 위원장을 지냈다. 영어, 아랍어, 독일어, 폴란드어를 구사한다.